# Marcin Wadowita
Marcin Wadowita (Wadovius, surnommé Campius), né à Wadowice en 1567 et mort le 27 janvier 1641, est un prêtre, théologien, professeur et chancelier de l'université de Cracovie.
Marcin Wadowita fut étudiant à l'université Jagellonne. Il poursuivit ses humanités à Rome.
Marcin Wadowita devint professeur à Cracovie, puis chancelier de l'université. Il fit édifié plusieurs bâtiments universitaires. Au cours de son mandat en tant que chancelier, l'université Jagellonne prospéra et rayonna.
Il publia un certain nombre d'ouvrages en latin.

## Œuvres
- 1603 : "Qvaestio De Incarnatione" (Traité sur l'Incarnation);
- 1604 : "Qvaestio De Christi Merito" (Traité du Christ méritant);
- 1608 : "Qvaestio De Divina Volvntate Et Radice Continentiae" (Traité de la Volonté Divine de Dieu);
- 1616 : "Qvaestio De Hypostasi Aeternae, Foelicitatis, Primoqve Medio Salvtis, Interno Actv Fidei" (Traité de l'être éternel, le bonheur et le salut);
- 1620 : "Disputatio theologica" (Réflexions théologiques);
- 1620 : "Qvaestio merito de Christi Domini" (Traité sur le mérite du Christ Seigneur);
- 1622 : "Disputatio de evidentia misterii" (Réflexions sur le mystère évident);
- 1622 : Eucharistiae Sacramento (Traité sur le sacrement divin de l'Eucharistie);
- 1636 : "Qvaestio De Invenienda, Cognoscenda, discernenda vera Christi Ecclesia in Terris" (Traité sur l'obligation de la recherche des connaissances, et de distinguer la véritable Église du Christ sur la terre);
- 1638 : "Qvaestio De Visione Beata" (Traité de la vision béatifique)